# Martincourt (Meurthe e Mosella)
Martincourt è un comune francese di 93 abitanti situato nel dipartimento della Meurthe e Mosella nella regione del Grand Est.

## Società

### Evoluzione demografica
Abitanti censiti